# Akio Yoshida
Akio Yoshida (吉田 明生 Yoshida Akio?), född 3 december 1986 i Kanagawa prefektur, är en japansk fotbollsspelare.
Yoshida började sin karriär 2010 i Arte Takasaki. 2011 flyttade han till YSCC Yokohama.